# David Dunér
David Immanuel Dunér er født i 1970 på Lidingö udenfor Stockholm, og er en svensk idéhistoriker. I 2012 blev han professor i idé- og lærdomshistorie ved Lunds Universitet, hvor han også er en del af Centrum för kognitiv semiotik.
Dunér har undervist i idé- og lærdomshistorie siden 1997. I 2004 forsvarede han sin prisbelønnede afhandling Emanuel Swedenborg, Världsmaskinen. Afhandlingen blev blandt andet tildelt Kungl. Vitterhetsakademiens pris for "förtjänstfullt vetenskapligt arbete" samt Pro Lingua-priset af Riksbanken/STINT.
Dunér har især publiceret videnskabelige artikler om 1700-tallets Sverige, videnskabshistorie og medicinhistorie.